# Едіт Вортон
Едіт Вортон (англ. Edith Wharton), до шлюбу Ньюболд Джонс (англ. Edith Newbold Jones; 24 січня 1862, Нью-Йорк — 11 серпня 1937, Сент-Брис-су-Форе) — американська романістка, авторка коротких оповідань, письменниця, драматургиня і дизайнерка. Вортон використовувала власний досвід приналежності до вищого класу нью-йоркської аристократії для реалістичного зображення життя і моралі Золотої доби. Перша жінка, яка отримала Пулітцерівську премію з літератури в 1921 році. Уведена в Національний жіночий зал слави в 1996 році.

## Біографія

### Дитинство
Едіт Ньюболд Джонс народилася 24 січня 1862 року у сім'ї Джорджа Фредеріка Джонса та Лукреції Стівенс Райнлендер в їхньому помісті на 14 West Twenty-third Street у Нью-Йорку. Друзі та родина по-домашньому називали її «Кошеня Джонс». Вона мала двох старших братів, Frederic Rhinelander, 16 років, та Henry Edward, 12 років. Едіт була хрещена 20 квітня 1862 року на Великдень у Grace Church.
Родичі по батьковій лінії Джонси належали до дуже багатої та визнаної сім'ї, що заробляла гроші на торгівлі нерухомістю. Приказка «триматися на рівні з Джонсами», як кажуть, стосувалася сім'ї батька письменниці. Едіт також мала родинні зв'язки з Rensselaers, відомою сім'єю батьків-засновників, яка отримала землі від колишнього Данського уряду Нью-Йорка та Нью-Джерсі. Старшою кузиною її батька була Caroline Schermerhorn Astor. Вона підтримувала дружбу зі своєю племінницею Beatrix Farrand of Reef Point in Bar Harbor, Maine. Форт Стівенс у Нью-Йорку був названий на честь дідуся Вортон по материнській лінії, Ebenezer Stevens, героя Революційної війни та генерала.
Едіт Джонс народилася під час Громадянської Війни. Хоча, описуючи життя своєї сім'ї, вона не згадує сім'ю, окрім того, що їхні поїздки до Європи після війни були зумовлені знеціненням американської валюти. Від 1866 по 1872 рік сім'я Джонсів відвідала Францію, Італію, Німеччину та Іспанію. Під час своїх поїздок юна Едіт навчилася розмовляти французькою, німецькою та італійською. У 9 років вона перенесла тиф, коли сім'я перебувала на відпочинку в Чорному Лісі, який ледь не вбив її. Після того, як сім'я повернулася до США у 1872 році, вони проводили літній сезон у Ньюпорті, Род Айленд. Перебуваючи в Європі, вона отримала освіту з допомогою домашнього вчителя та гувернанток. Едіт відкинула стандарти моди та етикету, які були обов'язковими для юної дівчини в той час та мали на меті дозволити дівчині вдало одружитися і стати завсідницею на балах та вечірках. Вона вважала ці вимоги моди поверховими та гнітючими. Вона мріяла про глибшу освіту, ніж отримала, і тому вона багато читала книг із бібліотек та друзів батька. Її мати, однак, забороняла їй читати романи, поки Едіт не вступить в шлюб, І Едіт мусила підкоритися забороні.

### Рання письменницька діяльність
Едіт Джонс писала і розповідала історії з дитинства. Коли її родина переїхала до Європи, їй було лише 4-5 років, коли вона почала те, що називала «вигадуванням». Вона вигадувала історії для сім'ї; гуляючи з відкритою книгою, перегортала сторінки так, ніби читала й імпровізувала історію. Почала писати вірші і оповідання ще молодою дівчиною і спробувала написати перший роман в 11 років. Критика з боку матері придушила її амбіції, і вона повернулася до поезії. У віці 15 років з'явилася її перша опублікована робота, переклад німецької поеми «Was die Steine erzählen» («Що камені розповідають») Гайнріха Карла Бруґша, за який вона отримала плату 50 доларів. Її родина не хотіла, щоб їхнє ім'я з'являлося в друкованому вигляді, оскільки письменницька праця не вважалася належним заняттям для жінки тогочасного суспільства. Надалі поема була опублікована під ім'ям батька її друга, Е. А. Вошберна, двоюрідного брата Ральфа Уолдо Емерсона, який був прихильником освіти жінок. У 1877 році, у віці 15 років, вона таємно написала новелу на 30 000 слів «Швидко і вільно». У 1878 році її батько підготував для приватного видання збірку з двох десятків її оригінальних віршів і п'яти перекладів. Уортон опублікувала вірш під псевдонімом у «Нью-Йорк Ворлд» у 1879. У 1880 році вона анонімно опублікувала п'ять віршів у «Atlantic Monthly», поважному літературному журналі. Попри ці ранні успіхи, її не заохочувала ані її сім'я, ані її соціальне коло, і хоча вона продовжувала писати, вона не публікувала більше нічого, допоки її вірш «Останній Джустініані» не був опублікований в журналі Scribner's у жовтні 1889 року. 

### Громадська діяльність і активність
Між 1880 і 1890 рр. Едіт Джонс припинила писати, щоб виступати як дебютантка в соціальній діяльності. Вона уважно стежила за соціальними змінами, що відбуваються навколо, які згодом знайшли відображення в її творах. Джонс офіційно стала дебютанткою в 1879. Їй дозволили оголити плечі і робити високі зачіски першого разу на танцях у грудні, організованих світською левицею Анною Мортон. У неї почався роман з Генрі Лейденом Стівенсом, сином заможного бізнесмена. Однак її сім'я не схвалювала Стівенса.
У середині сезону виходу Джонс у світ, її сім'я повернулася до Європи (у 1881 році) через проблеми зі здоров'ям батька. Батько Едіт, Джордж Фредерік Джонс, помер у Каннах в 1882 році від інсульту. Стівенс був із сім'єю Джонс у Європі протягом всього цього часу. Едіт та її мати повернулися в США, де Джонс продовжила зустрічатися із Стівенсом. Про заручини було оголошено у серпні 1882 року. За місяць до того весілля і заручини раптово були розірвані.
Мати Джонс, Лукреція Стівенс Rhinelander, повернулася в Париж в 1883 році та жила там до своєї смерті в 1901 році.

### Дизайн, італознавство та письмо
29 квітня 1885 року 23-річна Едіт Джонсон вступила в шлюб з Едвардом (Тедді) Роббінсом Вортоном, на 12 років старшим за неї. Вінчання відбулося в комплексі Троїцької капели. Як виходець з вельми усталеної Бостонської сім'ї, він був спортсменом і джентльменом того ж соціального класу, що й вона, і поділяв її любов до подорожей. Почала активно діяти у трьох сферах інтересів — американське домогосподарство, письменництво й італознавство. Вортони звели будинок у Pencraig Cottage у Ньюпорті. Згодом вони купили свою ділянку землі (Land's End) на іншій стороні Ньюпорта та переїхали на неї. У 1893 році за $ 80 тис. Вортон прикрасив Land's End за допомогою дизайнера Огдена Кодмана. Потім (у 1897 році) Вортони придбали будинок у Нью-Йорку, на 884 Park Avenue. Вони виїжджали за кордон з лютого по червень між 1886 і 1897 роками — здебільшого до Італії, але й у Париж і Англію.
З кінця 1880-х до 1902 року чоловік хворів на гостру депресію, тому пара припинила свої довгі й часті мандрівки. Тим часом його депресія набула серйозніших форм, внаслідок чого вони майже постійно жили лише у своєму маєтку «The Mount». У ті ж самі роки, як стало відомо, Вортон і сама хворіла на депресію та приступи астми.
У 1908 році психічний стан її чоловіка було визнано невиліковним. Того ж року у неї почався роман із Мортоном Фуллертоном, журналістом із «The Times», у якому вона знайшла інтелектуального партнера. Вона розлучилася з Едвардом Вортоном у 1913 році, після 28 років шлюбу. Водночас Едіт зазнала гострої критики з боку письменників натуральної школи.
Окрім романів, Вортон написала щонайменше 85 коротких оповідань. Вона була також доволі досвідченою садовою дизайнеркою, інтер'єр-дизайнеркою і визнаною законодавицею моди свого часу. Написала кілька книг на теми дизайну, зокрема свою першу серйозну публікацію: «Оздоблення будинків» («The Decoration of Houses», 1897), у співавторстві з Ogden Codman. Її друга книга на тему «дім і сад» — це щедро ілюстрована книга «Італійські вілли» («Italian Villas»).